# Quando os Dinossauros Dominavam a Terra
When Dinosaurs Ruled the Earth (bra/prt Quando os Dinossauros Dominavam a Terra) é um filme britano-estadunidense de 1970, dos gêneros ficção científica e aventura, escrito e dirigido por Val Guest para a Hammer Films, com locações nas ilhas Canárias e paisagens simulando o período Quaternário.
Esse foi o terceiro filme da Hammer da série com as "Mulheres das Cavernas": precedido pelo citado One Million Years B.C. (1966) e por Slave Girls (1968) e seguido por Creatures the World Forgot (1971).

## Elenco
- Victoria Vetri...Sanna
- Robin Hawdon...Tara
- Patrick Allen...Kingsor
- Imogen Hassall...Ayak
- Drewe Henley...Khaku
- Sean Caffrey...Kane
- Magda Konopka...Ulido

## Sinopse
Na "época das cavernas", com a Terra sendo dominada pelos dinossauros e passando por fenônemos ambientais estranhos, uma primitiva tribo de humanos adoradores do Sol prepara o sacrifício de três mulheres de cabelos loiros. Uma delas, Sanna, cai na água e consegue sobreviver com a ajuda de guerreiros de uma tribo vizinha que a salvam do afogamento. Sanna é perseguida pela sua antiga tribo e foge ajudada pelo guerreiro Tara e por um dinossauro que a toma por um filhote.

## Oscar
Indicado como melhores efeitos especiais. Os técnicos que trabalharam no filme foram Jim Danforth e os assistentes David W. Allen e Roger Dickens.[carece de fontes?]